# قلعه ملک‌آباد
بقایای قلعه ملک‌آباد مربوط به دوره قاجاریه تا اوایل دوره پهلوی است و در شهرستان درمیان، بخش قهستان، دهستان فخرود، ۳ کیلومتری شمال شرق روستای گسک واقع شده و این اثر در تاریخ ۸ بهمن ۱۳۸۵ با شمارهٔ ثبت ۱۷۰۶۳ به عنوان یکی از آثار ملی ایران به ثبت رسیده است.